# Pak Kun-hyok
Pak Kun-hyok (* 1. Januar 1989) ist ein ehemaliger nordkoreanischer Eishockeytorwart und heutiger Trainer.

## Karriere
Pak Kun-hyok trat für die nordkoreanische Nationalmannschaft erstmals bei der Weltmeisterschaft 2004 in der Division II in Erscheinung. Auch 2005 und 2006, als er aber nicht eingesetzt wurde, gehörte er zum nordkoreanischen Kader. Nachdem er bei der Weltmeisterschaft 2008 in der Division III mit einer Fangquote von 93,2 %, es war die zweitbeste Quote nach dem Luxemburger Philippe Lepage, zum Wiederaufstieg maßgeblich beigetragen hatte, trat er 2009 erneut in der Division II an, als die Mannschaft ohne Punktgewinn den Abstieg hinnehmen musste. Im Folgejahr spielte er in der Division III und stieg mit dem Team umgehend wieder auf. Da die Nordkoreaner an der Weltmeisterschaft im Folgejahr aus finanziellen Gründen nicht teilnahmen, spielte er auch 2012 und 2013, als er zum besten Spieler seiner Mannschaft gewählt wurde, in der untersten Spielklasse. Bei beiden Turnieren verpassten die Nordkoreaner als Zweiter (2012 hinter der Türkei und 2013 hinter Südafrika) nur jeweils um einen Platz den Aufstieg in die Division II. Bei den Winter-Asienspielen 2007 belegte er mit Nordkorea Platz fünf unter elf Mannschaften.
Auf Vereinsebene spielte Pak für Taesongsan in der nordkoreanischen Eishockeyliga.

### Trainerkarriere
Bei der Weltmeisterschaft 2015 fungierte Pak als Torwarttrainer der Nordkoreaner in der Division III. Nachdem er in der Division II 2017 als Assistenztrainer fungierte, war er 2018 erneut Torwarttrainer.

## Erfolge und Auszeichnungen
- 2008 Aufstieg in die Division II bei der Weltmeisterschaft der Division III
- 2010 Aufstieg in die Division II bei der Weltmeisterschaft der Division III, Gruppe B
- 2015 Aufstieg in die Division II, Gruppe B, bei der Weltmeisterschaft der Division III (als Torwarttrainer)